# Olle Schmidt

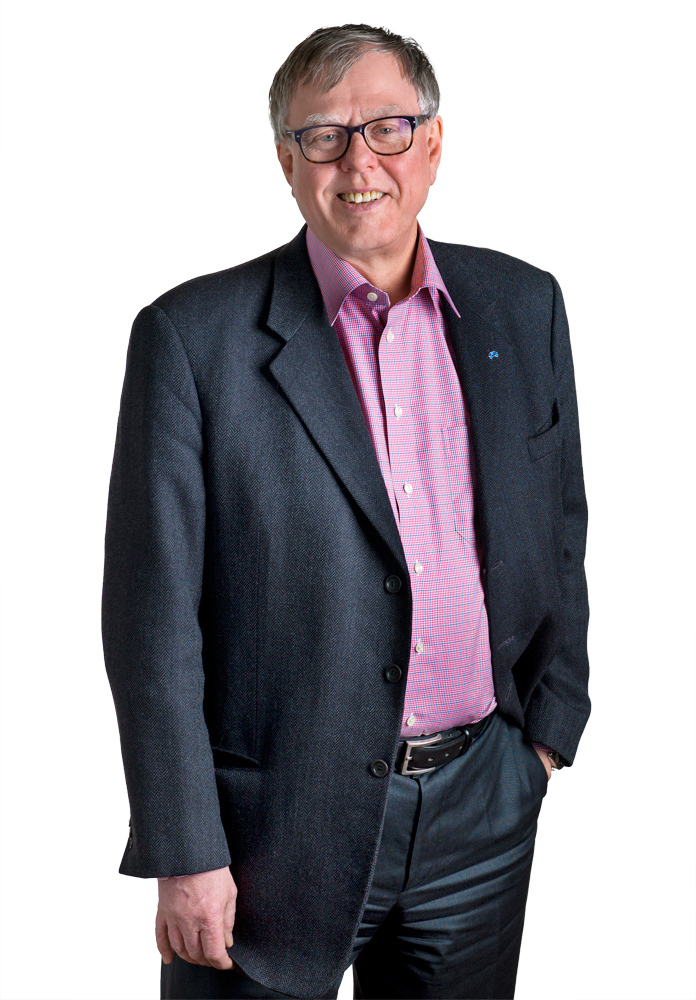
Olle Schmidt

Thorsten Olof Frederik "Olle" Schmidt (* 22. Juli 1949 in Axvall, Gemeinde Skara) ist ein schwedischer Politiker der Folkpartiet liberalerna.
Schmidt besuchte nach seinem Abitur in Skara die Universität Lund, war dort Anwärter für Philosophie und schloss das Studium als Magister philosophiae ab. Er arbeitete daraufhin als Lehrer, Informationssekretär und PR-Assistent bei der Werft in Uddevalla. Von 1977 bis 1981 war er Bürgerbeauftragter der Liberalen Volkspartei in Malmö, später war er als Informationssekretär im schwedischen Handelsministerium und als politischer Assistent in Malmö tätig. Von 1988 bis 1991 saß er im Stadtrat von Malmö, gehörte der Stadtverwaltung an und war dort sowie in Lund politischer Berater im Bereich Gesundheitswesen. Von 1991 bis 1994 gehörte er dem Riksdag an, danach saß er wieder im Stadtrat von Malmö und war dort sowie in Kristianstad erneut politischer Berater. In seiner Partei gehörte Schmidt dem Vorstand und dem Exekutivausschuss an und war für eine kurze Zeit auch politischer Sekretär und Kanzleichef.
Schmidt gehörte von 1999 bis 2004 und von 2006 bis 2014 dem Europäischen Parlament an.